# VfB Osterode
VfB Osterode (celým názvem: Verein für Bewegungsspiele Osterode) byl německý sportovní klub, který sídlil ve východopruském městě Osterode in Ostpreußen (dnešní Ostróda ve Varmijsko-mazurském vojvodství). Založen byl v roce 1919, zanikl v roce 1945 po sovětsko-polské anexi Pruska. Klubové barvy byly černá a bílá.
Své domácí zápasy odehrával na stadionu Bismarckplatz.

## Historické názvy
- 1919 – VfB Osterode (Verein für Bewegungsspiele Osterode)
- 1945 – zánik

## Účast v nejvyšší soutěži
- Gauliga Ostpreußen
  - 1935/36, 1936/37, 1937/38, 1941/42

## Umístění v jednotlivých sezonách
Stručný přehled
Zdroj: 
- 1935–1938: Gauliga Ostpreußen – sk. Allenstein
- 1938–1941: Bezirksliga Ostpreußen
- 1941–1942: Gauliga Ostpreußen

Jednotlivé ročníky
Zdroj: 
Legenda: Z - zápasy, V - výhry, R - remízy, P - porážky, VG - vstřelené góly, OG - obdržené góly, +/- - rozdíl skóre, B - body, červené podbarvení - sestup, zelené podbarvení - postup, fialové podbarvení - reorganizace, změna skupiny či soutěže
| Velkoněmecká říše (1935 – 1942) |                                     |        |     |     |     |     |     |     |     |     |        |
| Sezóny                          | Liga                                | Úroveň | Z   | V   | R   | P   | VG  | OG  | +/- | B   | Pozice |
| 1935/36                         | Gauliga Ostpreußen – sk. Allenstein | 1      | 12  | 2   | 2   | 8   | 16  | 48  | -32 | 6   | 6.     |
| 1936/37                         | Gauliga Ostpreußen – sk. Allenstein | 1      | 12  | 5   | 2   | 5   | 24  | 22  | +2  | 12  | 4.     |
| 1937/38                         | Gauliga Ostpreußen – sk. Allenstein | 1      | 12  | 6   | 3   | 3   | 17  | 21  | -4  | 15  | 3.     |
| 1938/39                         | Bezirksliga Ostpreußen              | 2      | ... | ... | ... | ... | ... | ... | ... | ... |        |
| 1939/40                         | Bezirksliga Ostpreußen              | 2      | ... | ... | ... | ... | ... | ... | ... | ... |        |
| 1940/41                         | Bezirksliga Ostpreußen              | 2      | ... | ... | ... | ... | ... | ... | ... | ... |        |
| 1941/42                         | Gauliga Ostpreußen                  | 1      | 11  | 1   | 1   | 9   | 15  | 55  | -40 | 3   | 7.     |